# Egling
Egling is een gemeente in de Duitse deelstaat Beieren, en maakt deel uit van het Landkreis Bad Tölz-Wolfratshausen.
Egling telt 5.415 inwoners.
Bad Heilbrunn ·
Bad Tölz ·
Benediktbeuern ·
Bichl ·
Dietramszell ·
Egling ·
Eurasburg ·
Gaißach ·
Geretsried ·
Greiling ·
Icking ·
Jachenau ·
Kochel am See ·
Königsdorf ·
Lenggries ·
Münsing ·
Reichersbeuern ·
Sachsenkam ·
Schlehdorf ·
Wackersberg ·
Wolfratshausen